# Paulina Schmiedel
Paulina Schmiedel (* 29. Mai 1993 in Mülheim an der Ruhr) ist eine deutsche Schwimmsportlerin.

## Werdegang
Schmiedel wechselte 2013 von der SG Essen nach Hamburg zum AMTV-FTV.

## Erfolge
2011 nahm Schmiedel bei den Kurzbahneuropameisterschaften in Stettin teil und erlangte mit der 4 × 50-m-Freistilstaffel Gold.
Bei den Deutschen Kurzbahnmeisterschaften 2012 erlangte Schmiedel über 100 Meter Schmetterling den 1. Platz.
Bei den Olympischen Sommerspielen 2016 in Rio de Janeiro nahm Schmiedel am Wettbewerb über die 4-mal-200-Meter-Freistilstaffel teil und erreichte dort den Rang 12.